# Ketiau
Ketiau is een bestuurslaag in het regentschap Ogan Ilir van de provincie Zuid-Sumatra, Indonesië. Ketiau telt 4148 inwoners (volkstelling 2010).